# Tetramesa subfumata
Tetramesa subfumata är en stekelart som först beskrevs av Walker 1871.  Tetramesa subfumata ingår i släktet Tetramesa och familjen kragglanssteklar. Inga underarter finns listade i Catalogue of Life.